# Susumu Yokota
Susumu Yokota (jap. 横田 進 Yokota Susumu, * 1961; † 27. März 2015) war ein japanischer Komponist, Musikproduzent und DJ von Ambient und elektronischer Tanzmusik. Er veröffentlichte zwischen 1992 und 2012 mehrere Alben, Singles und EPs unter seinem eigenen Namen sowie mehreren Pseudonymen, darunter Tenshin, Stevia und Ebi.

## Karriere
1992 veröffentlichte Yokota seine erste EP „Brainthump EP“ bei dem deutschen Plattenlabel No Respect Records. Sein Debütalbum erschien 1993 unter dem Namen „The Frankfurt-Tokyo Connection“ bei dem Berliner Musiklabel Harthouse. Sein zweites Album, „Acid Mt. Fuji“, erschien 1994 bei dem japanischen Label Sublime Records. Während der 1990er Jahre folgen mehrere Veröffentlichungen sowohl in Japan als auch Europa. Stilistisch orientieren sich die frühen Veröffentlichungen an Trance, Acid House und Acid Techno. Ab Ende der 1990er Jahre nehmen zunehmend Ambient-Elemente Einfluss auf Yokotas Werk. Die Ambient-Alben „Sakura“ (2000) und „Grinning Cat“ (2001) zählen zu den wichtigsten Werken seiner umfangreichen Diskografie.
Bis zu seinem Tod im Jahr 2015 im Alter von 54 Jahren veröffentlichte Yokota insgesamt 31 Alben, 28 davon auf seinem eigenen Label Skintone, die auch an europäische Labels lizenziert wurden.

## Diskografie (Auswahl)

### Als Susumu Yokota
- The Frankfurt-Tokyo Connection (1993)
- Acid Mt. Fuji (1994)
- Cat, Mouse And Me (1997)
- Image 1983–1998 (1998)
- Magic Thread (1998)
- 1998 (1999)
- 1999 (1999)
- Sakura (1999)
- Mix (1999)
- Zero (2000)
- Will (2001)
- Grinning Cat (2001)
- Zero Remixes (2001)
- Sound of Sky (2002)
- The Boy and the Tree (2002)
- Laputa (2003)
- Over Head (2003)
- Symbol (2004)
- Baroque (2004)
- Wonder Waltz (2006)
- Triple Time Dance (2006)
- Love Or Die (2007)
- Psychic Dance (2009)
- Mother (2009)
- Kaleidoscope (2010)
- Dreamer (2012)
- Cloud Hidden (posthum, 2019)

### Als Ebi
- Zen (1994)
- Ten (1996)